# Koko ni Iruzee!

Koko ni Iruzee! (ここにいるぜぇ!, "Je suis ici !") est une chanson japonaise parue sur deux singles auxquels elle donne son titre : le premier sorti en 2002 par le groupe Morning Musume, et le second sorti en 2007 par Nozomi Tsuji sous l'alias "Athena".

## Single de Morning Musume
Singles de Morning Musume
Do it! Now
(2002) Morning Musume no Hyokkori Hyōtanjima
(2003)

### Présentation
Koko ni Iruzee! (ここにいるぜぇ!) est le 16e single du groupe de J-pop Morning Musume, sorti le 30 octobre 2002 au Japon sur le label zetima, écrit et produit par Tsunku. Il atteint la 1re place du classement Oricon, et reste classé pendant 13 semaines, pour un total de 228 542 exemplaires vendus durant cette période. Contrairement aux autres singles du groupe, il ne sort pas au format "single V" (DVD). C'est le premier single à sortir après le départ de Maki Goto, qui a quitté le groupe le mois précédent.
La chanson-titre figurera sur le cinquième album du groupe, No.5 de 2003, puis sur la compilation Best! Morning Musume 2 de 2004. Elle sera reprise par Tsunku lui-même sur son album solo Take 1 de 2004, puis en 2007 par Nozomi Tsuji (alias "Athena") en solo.

### Formation
Membres du groupe créditées sur le single :
- 1er génération : Kaori Iida, Natsumi Abe
- 2e génération : Kei Yasuda, Mari Yaguchi
- 4e génération : Rika Ishikawa, Hitomi Yoshizawa, Nozomi Tsuji, Ai Kago
- 5e génération : Ai Takahashi, Asami Konno, Makoto Ogawa, Risa Niigaki

### Liste des titres
| 1. | Koko ni Iruzee! (ここにいるぜぇ!) | 4:28 |
| 2. | Jun Lover (純Lover)               | 4:40 |
| 3. | Koko ni Iruzee! (Instrumental)    | 4:26 |

## Single d'Athena

### Présentation
Koko ni Iruzee! (ここにいるぜぇ!) est un single attribué à Athena (uta : Tsuji Nozomi) (アテナ(唄：辻希美)), sorti le 16 mai 2007 au Japon sur le label zetima, écrit et produit par Tsunku. Il atteint la 29e place du classement Oricon, et reste classé pendant deux semaines.
La chanson-titre est une reprise de la chanson de Morning Musume sortie en single cinq ans plus tôt, accompagnée d'une "face B" différente ; elle est ré-interprétée en solo par Nozomi Tsuji (une des interprètes originales) sous le pseudonyme Athena, pour servir de générique d'ouvertures des treize premiers épisodes de la série anime Robby & Kerobby dont elle double le personnage nommé Athena.

### Liste des titres
| 1. | Koko ni Iruzee! (ここにいるぜぇ!) |  |
| 2. | Happy My Friend (HAPPY MY FRIEND) |  |
| 3. | Koko ni Iruzee! (Instrumental)    |  |